# Берлински филхармонисти
Берлинските филхармонисти (на немски: Berliner Philharmoniker) е сред водещите световни филхармонични оркестри.

## История
Оркестърът „Берлински филхармонисти“ е създаден в Берлин през пролетта на 1882 г. от 54 музиканти под името „Бивш оркестър на Билзе“ на немски: Frühere Bilsesche Kapelle. Неговият предшественик е Групата на Билзе, саморазпуснала се, след като предишния диригент Бенджамин Билзе закупува за предстоящото турне във Варшава билети за влака за четвърта класа. След това и без това нискозаплатените музиканти, решават да създадат новия филхармоничен оркестър.
Оркестърът получава сегашното си име и реорганизация под финансовото ръководство на Херман Волф през 1887 г. Неговият първи диригент в новата организация е Лудвиг фон Бренер, а от 1887 г. е Ханс фон Бюлов (който е сред най-ценените диригенти в света за времето си). Репутацията на оркестъра се поддържа с гост-диригенти като Ханс Рихтер, Феликс фон Вайнгартнер, Рихард Щраус, Густав Малер, Йоханес Брамс и Едвард Григ, които дирижират оркестъра през следващите години.

## Главни диригенти
- Лудвиг фон Бренер (1882 – 1887)
- Ханс фон Бюлов (1887 – 1892)
- Артур Никиш (1895 – 1922)
- Вилхелм Фуртвенглер (1922 – 1945)
- Лео Борхард (май-август 1945)
- Серджу Челибидаке (1945 – 1952)
- Вилхелм Фуртвенглер (1952 – 1954)
- Херберт фон Караян (1954 – 1989)
- Клаудио Абадо (1989 – 2002)
- Саймън Ратъл (2002 – 2018)
- Кирил Петренко (2019 – )